# Jules Maincave
(Jules Maincave)
Jules Maincave (1890 circa) è stato un cuoco francese. Fu esponente del futurismo

## Biografia
Si trasferì presto a Parigi. Maincave iniziò ad essere un vero e proprio futurista dal 1913, pubblicando sul quotidiano Fantasio un suo scritto dal titolo Manifeste de la cuisine futuriste (Manifesto della cucina futurista), e per un breve periodo insieme a Filippo Tommaso Marinetti aveva aperto un ristorante futurista..
Nel 1914 inizia la sua carriera come cuoco futurista, essendo annoiato dei metodi tradizionali. Maincave inventò il piatto Cotolette d'attacco.

Egli descrive la cucina futurista come un'armonia originale della tavola (cristalleria, vasellame, addobbo) coi sapori e colori delle vivande.

In seguito alla partenza per la prima guerra mondiale, non poté seguire lo sviluppo del movimento. 

Dopo la sua morte, nel 1920, gli è stato dedicato un pezzo, dal titolo Roma futurista, scritto a Roma da una Irba futurista.